# Фамний
Фамний (ивр. תִּבְנִי‎) (3Цар. 16:21—22) — сын Гонафов. По смерти Замврия половина народа Израильского желала иметь царём над собой Фамния, другая половина народа желала воцарить Амврия, и последняя одержала верх. Фамний умер по воцарении Амврия.